# Elena Seifert

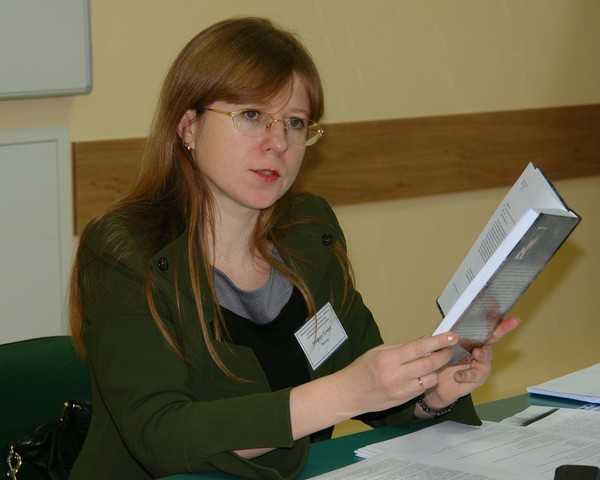
Elena Seifert

Elena Seifert (russ. Елена Ивановна Зейферт, wiss. Transliteration Elena Ivanovna Zejfert, deutsche Transkription Jelena Iwanowna Sejfert; * 1973 in Karaganda, Kasachische SSR) ist eine russische Dichterin, Übersetzerin, Literaturkritikerin und Journalistin. Sie publiziert sowohl in deutscher als auch in russischer Sprache.

## Leben
Elena Seifert stammt väterlicherseits von Russlanddeutschen ab. Sie ist Absolventin der Philologie-Fakultät  der Staatlichen Universität Karaganda in Kasachstan, arbeitete zudem 13 Jahre lang an der genannten Universität als Lehrbeauftragte und Dozentin.
1999 studierte Elena Seifert an der Staatlichen Abai-Universität von Alma-Ata. Dort verteidigte sie ihre Diplomarbeit «Жанр отрывка в русской поэзии первой трети XIX века» (dt. Ein Einblick in die russische Poesie des ersten Drittels des 19. Jahrhunderts). Im Jahr 2008 verteidigte Seifert ihre Doktorarbeit («Жанровые процессы в поэзии российских немцев второй половины XX – начала XXI вв.», dt. Genre-Prozesse in der Poesie der Russlanddeutschen in der zweiten Hälfte des 20. und dem Beginn des 21. Jahrhunderts.) an der Moskauer Lomonossow-Universität.
Die deutschstämmige Dichterin, die Autorin von über 200 wissenschaftlichen Arbeiten (darunter Monografien und Lehrbücher) ist, ist Lehrerin für Theorie und Literaturgeschichte der lateinischen Sprache. Des Weiteren hat sie mittlerweile zahlreiche journalistische und künstlerische Artikel in Zeitschriften veröffentlicht. Darunter Kinderbücher.
Elena Seifert ist Preisträgerin internationaler Literaturwettbewerbe, Mitglied des Internationalen Verbandes der deutschen Kultur sowie Chefredakteurin des Almanachs, der jährlich  literarische Beiträge überwiegend russlanddeutscher Autoren (Anthologien) herausbringt. Sie ist Vorsitzende und Jury-Mitglied verschiedener Literaturwettbewerbe in Russland, Kasachstan und Deutschland, Mitglied der Redaktion des Magazins AMANAT in Alma-Ata, des literarischen Sammelbandes Die Stimmen Sibiriens mit Sitz in Kemerowo in Russland.